# Кафедральний собор Курітіби
Кафедральний собор Курітіби, освячений на честь Пресвятої Діви Марії — римо-католицький храм у центрі міста Курітіба, Бразилія, кафедра архієпископа Курітіби.
У 1668 році сімнадцять колоністів, що заснували поселення на річці Ігуасу, поставили тут першу глинобитну церкву.
У 1721 році зведено другу, присадкувату кам'яну церкву.
Сучасний елегантний собор у стилі неоготики з двома вежами будувався між 1876 та 1893 роками. Архітектор собору француз Альфонс Конде де Плас був натхненний образом собору Святого Хреста у Барселоні.
На ознаменування сторіччя з дня закінчення будівництва, 7 червня 1993 року собор зведений папою римським Іваном Павлом II в ранг малої базиліки.
У 2012 році закінчилася масштабна реставрація собору, був розкритий та захищений скляним покриттям вівтар першої церкви. Кафедральний собор Курітіби входить до списку історичної спадщини Бразилії.